# Víctor Solís
Cor. Víctor Solís fue un militar mexicano que participó en la Revolución mexicana. Nació en Villahermosa, Tabasco. Fue un obrero que en 1906 organizó un mitin contra la dictadura estatal, siendo aprehendido y encarcelado. Al estallar las luchas contra Porfirio Díaz se unió al movimiento maderista de la Chontalpa, en su estado. Alcanzó el grado de Capitán Primero. En marzo de 1913, al pronunciar un discurso a los estudiantes del Instituto Juárez, fue aprehendido y sentenciado a muerte. Logró escapar con la ayuda del Jefe político Roberto Morett. Se incorporó a las filas constitucionalistas operando en la región de Chontalpa, alcanzando el grado de Coronel, mismo que le fue reconocido al triunfo del movimiento aguaprietista en 1920. 